# Lot 63 (Île-du-Prince-Édouard)
Lot 63 est un canton dans le comté de Kings, Île-du-Prince-Édouard, Canada. Il fait partie de la Paroisse St. Andrew.

## Population
- 994 (recensement de 2001)[1]
- 901 (recensement de 2006)[1]
- 915 (recensement de 2011)[2]

## Communautés
Incorporé :
- Murray Harbour

Non-incorporé :
- Caledonia
- Cambridge
- Dover
- Gaspereaux
- Iris
- Murray Harbour North
- Murray River
- Pembroke
- Peters Road
- Point Pleasant